# Apoidea
Apoidea is een superfamilie uit de orde vliesvleugeligen (Hymenoptera) waartoe alle bijen en graafwespen, langsteelgraafwespen en kakkerlakkendoders behoren. Alle andere wespen, zoals de veel bekendere plooivleugelwespen en de sluipwespen, behoren tot andere superfamilies. De verschillende bijenfamilies worden wel als aparte groep gezien zonder rang (Apiformes of Anthophila), omdat ze duidelijk van de vier families van graafwespen (Spheciformes) afwijken. Niet alleen de bouw van bijvoorbeeld de monddelen is wezenlijk anders, een ander belangrijk verschil met vrijwel alle wespen, ook die uit andere superfamilies, is dat bijenlarven gevoerd worden met plantaardig voedsel. Omdat de graafwespen en de bijen dusdanig veel overeenkomsten vertonen dat ze niet tot twee verschillende superfamilies kunnen worden gerekend, wordt de indeling veel gebruikt.
Toch is de tweedeling niet geheel onomstreden; alle moderne bijen (Apiformes of Anthophila) zijn ontstaan uit een familie van graafwespen (Spheciformes). De twee groepen kunnen dus eigenlijk niet naast elkaar worden ingedeeld, omdat de ene groep afstamt van de andere groep (parafyletisch).

## Taxonomie
- Familie Ampulicidae Shuckard, 1840 - (Kakkerlakkendoders), 200 soorten
- Familie Andrenidae, 2898 soorten
- Familie Angarosphecidae †
- Familie Apidae (Bijen en hommels), 5693 soorten
- Familie Colletidae, 2506 soorten
- Familie Crabronidae Latreille, 1802 - (Graafwespen), 8744 soorten
- Familie Discoscapidae † Poinar, 2020
- Familie Halictidae, 4275 soorten
- Familie Heterogynaidae Nagy, 1969, 8 soorten
- Familie Megachilidae, 3973 soorten
- Familie Melittidae, 183 soorten
- Familie Paleomelittidae †
- Familie Sphecidae Latreille, 1802 - (Langsteelgraafwespen), 727 soorten
- Familie Stenotritidae, 21 soorten

## noten
- Michener, C.D. (2000) The Bees of the World. Johns Hopkins University Press; Baltimore, MD. (ook 2004)